# Peões
Peões é um filme documentário brasileiro de 2004, dirigido por Eduardo Coutinho e produzido pro Beth Formaggini.

## Sinopse
Fala sobre a classe operária do ABC paulista, composta principalmente por metalúrgicos, e que iniciaram grandes greves que há muito não aconteciam devido à ditadura militar, que era bastante repressiva. Mostra os acontecimentos e esperanças no Brasil na época da eleição de Lula para presidente da República e os rumos do país.

## Recepção da crítica
Luiz Zanin, do jornal paulista O Estado de S. Paulo, fez crítica positiva ao filme em que traça um paralelo com o filme Entreatos de João Moreira Salles que também aborda essa temática e também é elogiado por Zanin. Sobre o filme ele anota: "os filmes são filhos da mesma proposta, mas seguem caminhos divergentes, opostos mesmo, ainda que complementares. Entreatos, de João Moreira Salles, é um filme de observação, e joga seu olhar sobre os bastidores da campanha de Lula à presidência em 2002. Peões, de Eduardo Coutinho, é um filme de depoimentos. Ele ouve, no presente, os anônimos trabalhadores que participaram no passado das greves do ABC. Peões será exibido hoje à noite em concurso no Festival de Brasília. Entreatos, fecha o mesmo festival, fora de concurso, dia 30."
Marcelo Hessel, do portal Omelete, deu três estrelas de cinco disponíveis do filme classificando o filme como 'bom'. Sobre o filme Hessel anotou que: "O diretor tem escrúpulos de excluir, na montagem, o trecho que cita o apego de Lula pela bebida, mas isso não significa que Peões seja chapa-branca. Pelo contrário, fica implícito na ordem de depoimentos o tom crítico: o último entrevistado deseja para o filho uma vida melhor do que ser meramente um peão."

## Equipe
A equipe do filme é composta por  Maurício Andrade Ramos na produção executiva. A fotografia é responsabilidade de Jacques Cheuiche. 
Cristiana Grumbach, atuou como assistente de direção de Eduardo Coutinho. A edição foi feita por Jordana Berg e as pesquisas de pesquisas de personagem e achar pessoas para gravarem o filme foi feito por Antonio Venâncio, Claudia Mesquita, Cristiana Grumbach e Leandro Saraiva.

## Premiações
Em 2004, o filme venceu o Candango de Ouro de melhor filme, no Festival de Brasília. No ano seguinte venceu o Troféu APCA na categoria de melhor documentário de 2005, junto de Entreatos, de João Moreira Salles. No mesmo ano recebeu duas indicações ao Grande Prêmio Cinema Brasil em 2005, nas categorias de melhor diretor e melhor documentário.